# Charles Waterton
 (février 2019).
Charles Waterton est un naturaliste et un explorateur britannique, né le 3 juin 1782 à Walton Hall (Yorkshire de l'Ouest) et mort le 27 mai 1865.

## Biographie
Issu d'une très ancienne famille de l'aristocratie catholique anglaise non titrée (landed gentry), il est né à Walton Hall, près de Wakefield. Il fait ses études au Stonyhurst College dans le Lancashire. Parmi ses ancêtres catholiques on trouve entre autres saint Thomas More (1478-1535).
En 1804, il voyage au Guyana pour prendre en charge les plantations de son oncle près de Georgetown. En 1812, il commence à explorer l’arrière-pays où il fait quatre voyages jusqu’en 1824. Il décrira plus tard ses découverts dans son livre Waterton's Wanderings in South America. Habile taxidermiste, il constitue une collection de nombreux animaux croisés durant ses voyages. Durant son séjour, il forme l’un des esclaves de son oncle, John Edmonstone. Waterton l’emmène en Écosse et libère Edmonstone. Ce dernier s’installe à Édimbourg et y pratique la taxidermie, il formera le jeune Charles Darwin (1809-1882). Waterton est crédité d’avoir introduit le curare en Europe.
Dans les années 1820, il retourne à Walton Hall et construit, autour de sa propriété, dans un rayon de cinq kilomètres environ, un mur haut de près de trois mètres. En 1821, il transforme sa propriété en la première réserve naturelle de gibier et de la vie sauvage du monde. On le crédite d’avoir inventé le nichoir artificiel pour oiseau. La collection de Waterton est aujourd’hui conservée dans le Muséum Wakefield. Il s’oppose très tôt à la pollution. Il poursuit en justice, en 1839, les propriétaires d’une fabrique de savon qui polluait, par ses rejets, sa propriété. Il obtient le déplacement de la fabrique.
Il meurt des suites d’une chute : il se brise les côtes qui lui perforent le foie. Son corps est enterré à peu de distance du lieu de l’accident. Le folklore local affirme que Waterton hante toujours la propriété et qu’il prend parfois la forme d’une aigrette neigeuse (Egretta thula), une espèce fréquente en Guyane. Il avait la réputation d’être un excentrique.
Sa propriété est aujourd’hui ouverte au public, le château de Walton Hall, reconstruit par son père à la fin du XVIIIe siècle, est à présent un lieu de réceptions. Thomas Blakiston (1832-1891) lui dédie un lac du Canada à Alberta, le lac Waterton, en 1858. Il est aujourd’hui un parc national.

## Liste partielle des publications
- 1828 : Wanderings in South America, the North-west of the United States and the Antilles : in the years 1812, 1816, 1820 & 1824. With original instructions for the perfect preservation of birds, &c. for cabinets of natural history (T. Fellowes, Londres) Lire en ligne.
  - Charles Waterton, Excursions dans l’Amérique méridionale, le nord-ouest des États-Unis et les Antilles, dans les années 1812, 1816, 1820 et 1824 ; avec des instructions totalement neuves sur la conservation des oiseaux, Paris, Lance, 1833, 470 p. (lire en ligne)
- 1838 : Essays on natural history : chiefly ornithology (Longman, Orme, Brown, Green & Longmans, Londres) Lire en ligne.
- 1871 : Essays on natural history (F. Warne ; New York : Scribner, Welford, Londres) Lire en ligne.